# Eduards Veidenbaums
Eduards Veidenbaums (3. října 1867 – 24. května 1892) byl lotyšský básník a překladatel. Většina jeho prací vyšla až po jeho smrti.

## Život
Eduards Veidenbaums se narodil ve farnosti Priekuļi (v současné době se jeho původní bydliště nachází již na území města Cēsis). V roce 1886 absolvoval Gymnázium Vidzemské gubernie v Rize. V roce 1887 začal studovat na Právnické fakultě Tartuské univerzity. Veidenbaumsovy zájmy zahrnovaly ekonomii a historii, byl zakládajícím členem studentské vědecky literární společnosti „Pīpkalonija“.
V prosinci roku 1891 onemocněl a na jaře následujícího roku zemřel na rychle postupující tuberkulózu, je pohřben na hřbitově ve vesnici Liepa.
Jeho poezie se původně šířila v rukopisech a vycházet začala až po jeho smrti – první vydání Veidenbaumsovy poezie přišlo rok po jeho smrti, první kniha pak vyšla až v roce 1896.

## Literární činnost
V lotyšské poezii je Eduards Veidenbaums unikátní postavou. Nemá ani předchůdce, ani následovníky. Jeho práce se velmi lišily od tehdejší lotyšské poezie. Veidenbaums byl k lotyšské literatuře své doby poměrně skeptický.
Postupem času se mnoho literárních kritiků přiklání k názoru, že Veidenbaums byl představitel pesimismu. Knuts Skujenieks se k tomu vyjádřil takto: Raději bych ho nazval básníkem zoufalství, a to jak na osobní, tak na sociální úrovni. Toužil po revoluci, která ještě nepřišla, toužil po porozumění a lásce, čehož se mu dostávalo příliš málo. Takto geneticky poznamenaný básník si už nemohl pomoci a vnímal jen vymezenost svého času. Byl emočním skeptikem, který dovolil, aby byl jeho skepticismus vyjádřován ironicky, jak vůči světu, tak proti sobě.
Veidenbaumsova intelektuální agrese a kladení výzev je jedním z možných důvodů, proč jeho poezie nestárne. Veidenbaums je jednou z mála osobností v historii lotyšské literatury, kterou znovu a znovu objevuje každá generace mladých básníků.
Veidenbaumsovi se často mylně přisuzují texty „Es zinu, visi mani nievā“ a „Es esmu nabags vecpuisis“. Jeho díla to však ve skutečnosti nejsou, proto ani nejsou zahrnuta do žádného z jeho děl nebo vybraných článků.